# 天主教里瓦達維亞海軍准將城教區
天主教里瓦達維亞海軍准將城教區（拉丁語：Dioecesis Rivadaviae）是阿根廷一個羅馬天主教教區，屬布蘭卡港總教區。
教區成立於1957年2月11日，位於丘布特省東南部。2006年有教友353,000人（佔轄區總人口83.6%）、卅三個堂區、卅九名司鐸。現任教區主教為約阿敬·希梅諾·拉奧斯。